# Конный спорт на летних Олимпийских играх 1900 — прыжки в высоту
Соревнования по прыжкам в высоту в конном спорте на летних Олимпийских играх 1900 прошли 12 июня. Приняли участие 17 спортсменов.

## Призёры
| Золото                           | Серебро | Бронза                     |
| Доминик Гардер Франция           | —       | Жорж ван дер Поэле Бельгия |
| Джованни Джорджо Триссино Италия | —       | Жорж ван дер Поэле Бельгия |

## Соревнование
| Место | Спортсмен                       | Лошадь     | Результат  |
| ----- | ------------------------------- | ---------- | ---------- |
| 1     | Доминик Гардер (FRA)            | Орес       | 1,85 м     |
| 1     | Джованни Джорджо Триссино (ITA) | Канила     | 1,85 м     |
| 3     | Жорж ван дер Поэле (BEL)        | Людлов     | 1,70 м     |
| 4     | Джованни Джорджо Триссино (ITA) | Мелепо     | 1,70 м     |
| 5-18  | Герман Джон Мэндл (USA)         | Неизвестна | Неизвестен |
| 5-18  | Марсель Аэнжен (FRA)            | Неизвестна | Неизвестен |
| 5-18  | Неизвестные 12 спортсменов      |            |            |